# Vittorio Veneto (C 550)
L'incrociatore lanciamissili Vittorio Veneto (C 550), ex nave ammiraglia della Marina Militare in servizio dal 1969 al 2003 (anno in cui è stato collocato in riserva in attesa del disarmo, avvenuto nel 2006, e della radiazione dal libro registro del naviglio militare), è la seconda unità italiana a portare questo nome dopo la nave da battaglia Vittorio Veneto della seconda guerra mondiale.
L'8 giugno 2021 la nave ha attraversato per l'ultima volta a rimorchio il ponte girevole di Taranto con destinazione Aliaga, in Turchia, dove è stata demolita e riciclata.

## Progetto
Il progetto derivava direttamente dalle due unità della classe Andrea Doria: con tali navi era stata introdotta la tipologia di incrociatore lanciamissili portaelicotteri; con una rampa missilistica Mk.10 a prua, cannoni antiaerei al centro e un ponte di volo a poppa, capace di far operare, assieme all'hangar associato, due elicotteri pesanti Sikorsky SH-3D Sea King o Agusta-Bell AB 204. Queste navi non erano però abbastanza efficienti da giustificarne il costo, data l'esiguità della linea di volo, e quindi il progetto fu rivisto e ingrandito, con un aumento di dislocamento del 50%, per arrivare a sei elicotteri SH-3 Sea King pesanti o nove AB-204 ASW medio-leggeri. La progettazione riuscì, almeno in parte, a risolvere il problema del rapporto costo-efficacia, e il Vittorio Veneto entrò in linea nel 1969, restando però un esemplare unico, cosa che certamente non giovò alla massimizzazione dei vantaggi della sua progettazione.
In seguito all'evolversi della tecnologia e a perplessità sulla sua capacità di difesa antiaerea e antinave, la nave fu sottoposta a lavori di aggiornamento presso l'Arsenale di Taranto durante il periodo 1980-1983, al termine dei quali il Vittorio Veneto venne a trovarsi con un armamento molto potente e diversificato, adatto a molte esigenze, e con una mezza squadriglia elicotteri. La linea di volo fu rinnovata con la sostituzione degli AB 204 con gli AB 212 ASW, ma uno dei limiti era che i Sea King non potevano operare totalmente dalla nave, perché, essendo troppo alti non c'era spazio nell'hangar per questi elicotteri.

## Struttura
(Amm.sq. La Rosa all'Ammaina Bandiera di Nave Veneto, 2006)
La linea della nave presentava una prua senza castello e con un alto bordo libero mentre la parte poppiera era come una nave portaerei con un ponte di volo rettangolare relativamente grande (circa 800 m²), lungo 48 metri e largo 18,50, con una rimessa sottostante di 27,5 x 15,3 m, collegata con un elevatore. Nonostante le apparenze, le grandi sovrastrutture non hanno spazio per la sistemazione di un hangar, come nei classe Moskva - Progetto 1123 Kondor praticamente coevi e pesanti circa il doppio. Dalla plancia alla poppa estrema vi era una lunga sovrastruttura che si estendeva per tutta la larghezza e alzando la coperta di un interponte. La decisione di dotare l'unità di un ampio ponte di volo poppiero con hangar sottostante comportò la necessità di creare un cassero esteso per quasi 2/3 dell'intera lunghezza della nave; il profilo dell'unità presentava la prua alta e slanciata che si raccordava al cassero con andamento discendente e insellatura poco pronunciata, con la poppa che risultava leggermente più bassa dell'estremità prodiera. Lo scafo era dotato di pinne stabilizzatrici antirollio, ed era caratterizzato dalla presenza del bulbo prodiero in cui era collocato il sonar. La poppetta, sottostante alla parte estrema del ponte di volo, era destinata alle operazioni d'ormeggio. Le sovrastrutture erano caratterizzate da un unico blocco centro prodiero che ospitava il ponte di comando e tutti i locali necessari per condurre l'attività operativa. A poppavia della plancia si trovavano due strutture denominate mack, che integravano i due fumaioli per lo scarico dei fumi delle caldaie, con gli alberi che fornivano un supporto per tutte le antenne radar e di telecomunicazione dalla nave. L'ampio spazio tra i due mack era riservato alla possibilità, poi tramontata, d'imbarcare missili tipo Polaris e vi era sistemata una gru con ampio braccio.

## Propulsione
La nave era equipaggiata di quattro caldaie Ansaldo-Foster Wheeler, con due gruppi turboriduttori Tosi, dalla potenza di 73000 hp che trasmettevano il movimento agli assi portaeliche con due eliche a passo fisso. La velocità massima era di 32 nodi con autonomia di 6.000 miglia a 17 nodi.

## Armamento
L'armamento missilistico antiaereo era dato dal sistema di lancio Mk10 Terrier con rampa binata collocata a prora in coperta. Nel deposito missili erano presenti due tamburi rotanti per 40 missili Standard ER e per altri 20 missili con capacità ASROC (ovvero la possibilità di lanciare attraverso l'Mk10 dei siluri). Inizialmente i missili antiaerei erano RIM-2 Terrier, ma furono poi sostituiti dai RIM-67 Standard. L'armamento di artiglierie per la difesa aerea ravvicinata aveva una cadenza teorica di 60 colpi/minuto, che potevano essere sparati da ognuno degli otto cannoni da 76 mm/62, costruiti dalla Oto Melara di La Spezia, raggruppati ai lati della sovrastruttura in torrette singole, quattro per lato, disposti due davanti alla plancia e gli altri sei a lato della tuga centrale. Vi erano poi anche sei lanciasiluri antisommergibili in due impianti tripli situati nella zona poppiera sui due lati prima del ponte di volo per siluri leggeri da 324 mm, del tipo Mk 46 e successivamente del tipo A 244.
Il ciclo di lavori ai quali l'unità fu sottoposta tra il 1980 e il 1983 ha visto l'aggiunta di tre torri binate da 40mm del sistema Breda Dardo per la difesa di punto, quattro lanciatori di missili antinave a lungo raggio franco-italiani OTOMAT TESEO e l'aggiornamento della rampa principale.
Le tre torri dei Dardo vennero collocate una immediatamente dietro la rampa principale e due a poppa,alle estremità anteriori del ponte di volo. Questi sistemi, in aggiunta ai cannoni da 76 mm portarono a 14 le bocche da fuoco e diedero una reale capacità difensiva antiaerea a corto raggio.
I quattro contenitori/lanciatori di missili TESEO, che conferirono all'unità notevoli capacità antinave, erano collocati due per lato a centro nave, immediatamente davanti alla terza torre da 76 mm, su mensole sporgenti oltre le murate ed appositamente aggiunte per la loro installazione.
La rampa principale Mk 10, analoga a quella dei classe Belknap, fu aggiornata allo standard Mod. 9 acquisendo quindi la possibilità di lanciare missili Standard e ASROC.

## Elettronica
Notevole la componente elettronica dell'unità dotata sin dal 1970 del Sistema Automatico di Direzione delle Operazioni di Combattimento SADOC-1. Il radar tridimensionale di scoperta aerea lontana Hughes AN/SPS-52C era posizionato sull'albero di maestra prodiero. Il TACAN e il radar bidimensionale di scoperta aeronavale della Lockheed Electronics AN/SPS-40 erano collocati sul mack poppiero, mentre il radar di navigazione e di scoperta di superficie SMA MM-SPQ-2B era collocato sull'albero di trinchetto. Il radar bidimensionale di scoperta aeronavale AN/SPS-40 era stato acquisito in attesa che venisse sviluppato il nuovo modello di produzione nazionale MM/SPS-768 che fu prodotto a partire da novembre 1975 e avrebbe equipaggiato tutte le unità di altura della squadra navale a partire dalla seconda metà degli anni settanta. I due radar guida-missili Sperry AN/SPG-55A erano posizionati sulla sommità della struttura centro-prodiera. Le quattro centrali di tiro ELSAG -Elettronica San Giorgio Argo NA-10/RTN-10X, ciascuna asservita ad una coppia di cannoni da 76/62, erano sistemate una a prora, una a poppa e due in posizione centro-laterale. Il sistema di guerra elettronica I.F.F. e E.S.M./ECM era Abbey Hill e disponeva di due lanciarazzi chaff/jammers/flares SCLAR Breda-Elsag collocati ai due lati dell'unità. La nave era dotata di sistema di comando e controllo SADOC-1 e di un sonar a scafo a media frequenza AN/SQS-23G a cui erano associati i sensori degli elicotteri imbarcati.
L'elettronica della nave, dopo il ciclo di lavori a cui la nave fu sottoposta tra il 1980 e il 1983, fu completamente rinnovata con l'acquisizione delle più recenti apparecchiature e dei nuovi sistemi d'arma, caratterizzando il nuovo aspetto dell'unità.
Il radar bidimensionale di scoperta aerea lontana AN/SPS-40 è stato sostituito dal nuovo radar di costruzione nazionale Selenia MM/SPS-768 con secondario IFF Mk XII, installato sul mack di poppa alla cui sommità era collocata l'antenna del TACAN, Face Standard del tipo URN-25, per la radionavigazione degli elicotteri imbarcati. Il radar di scoperta di superficie SMA MM/SPS-702 con secondario IFF, con antenna collocata su una mensola del mack prodiero, ha sostituito il precedente radar SMA MM/SPQ-2B di navigazione e scoperta navale e dopo i lavori la nave fu equipaggiata con radar di navigazione MM/SPN-748, con antenna collocata sul cielo della plancia. A proravia del mack prodiero vi erano i due radar guidamissili Sperry AN/SPG-55B search per missili Standard, che hanno sostituito i precedenti AN/SPG-55A asserviti ai Terrier, mentre asserviti al sistema di difesa di punto CIWS Dardo vi erano due direzioni di tiro Selenia-Elsag Orion SPG-74 RTN-20X, collocate lungo l'asse longitudinale a prora e a poppa.

### Immagini delle elettroniche prima e dopo i lavori

Le elettroniche prima dei lavori di ammodernamento
Le elettroniche dopo i lavori di ammodernamento

## Mezzi aerei
La nave poteva imbarcare fino a 9 elicotteri leggeri di tipo Agusta-Bell AB 204, poi sostituiti dagli AB 212 ASW, o sei elicotteri SH-3D Sea King.

## Servizio
Costruita dalla Navalmeccanica nel cantiere navale di Castellammare di Stabia, l'unità fu impostata il 10 giugno 1965, varata il 5 febbraio 1967 e consegnata alla Marina Militare il 12 luglio 1969. Il primo comandante dell'unità è stato il capitano di vascello Vittorio Marulli che sin dal 1966 ne aveva diretto l'allestimento e che con il grado di ammiraglio di squadra sarebbe stato dal settembre 1981 al gennaio 1984 Comandante in Capo della Squadra Navale e dal 7 febbraio 1984 al 15 ottobre 1985 Capo di Stato Maggiore della Marina. Durante la seconda guerra mondiale Marulli aveva prestato servizio in qualità di ufficiale sull'omonima nave da battaglia.

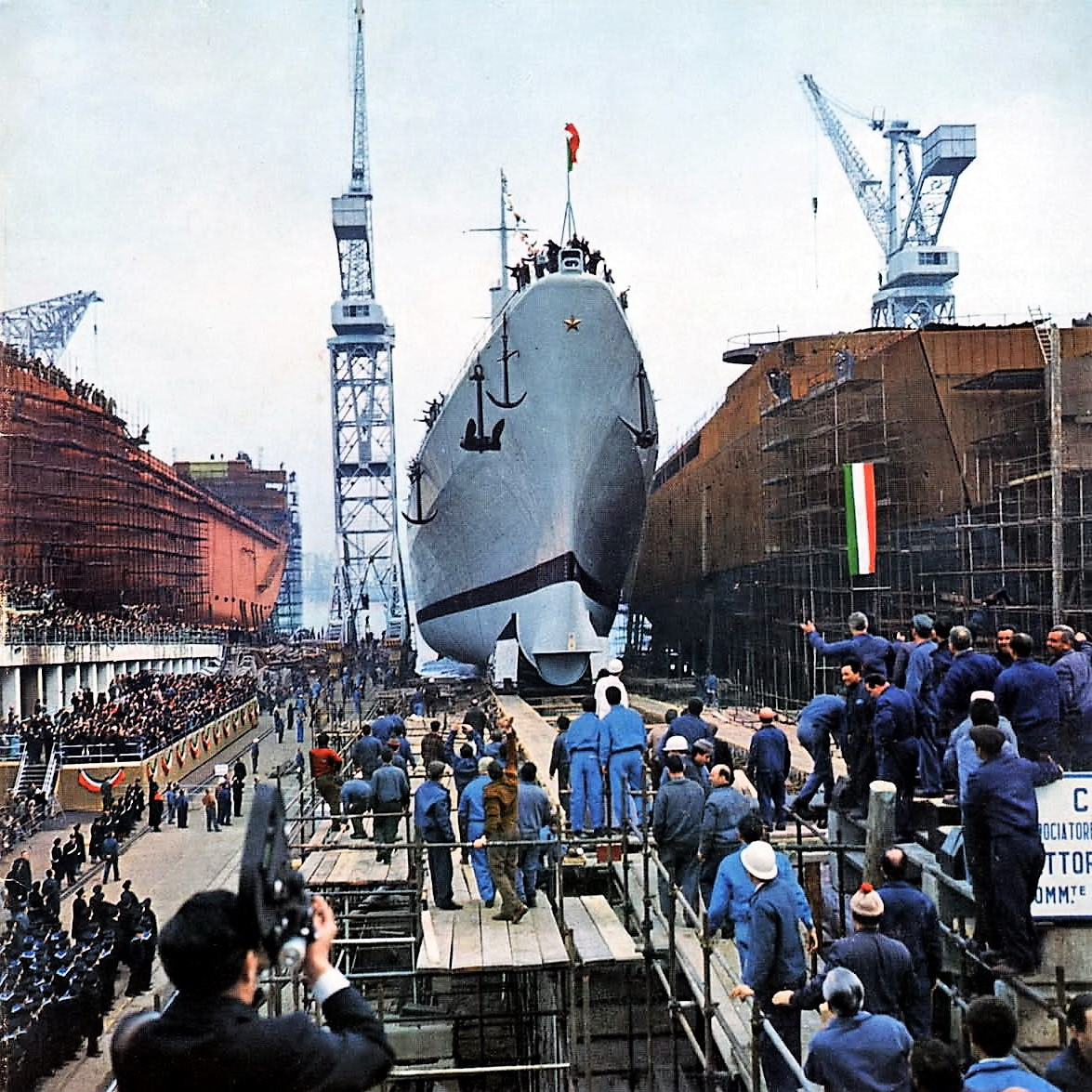
Il varo della nave

Dopo avere raggiunto per la prima volta la sua base operativa di Taranto il 30 ottobre, il 4 novembre, cinque giorni dopo, riceveva a Trieste la Bandiera di combattimento, donata dalla città di Vittorio Veneto. A consegnare la bandiera di combattimento è stata la contessa Maria Francesca Frascara vedova dell'ammiraglio Corso Pecori Giraldi, già comandante della nave da battaglia Vittorio Veneto durante la seconda guerra mondiale e dal 1955 al 1962 capo di stato maggiore della Marina.
Dopo appena un anno di servizio e di messa a punto, la nave partì per una lunga crociera addestrativa tenutasi fra il 25 aprile e il 23 agosto 1970 in nord Atlantico, toccando diversi porti americani ed europei.
In seguito all'uscita dalla squadra dell'incrociatore lanciamissili Garibaldi, nel 1971 il Vittorio Veneto assunse anche il ruolo di nave ammiraglia, che cedette all'incrociatore portaeromobili Giuseppe Garibaldi nel 1987.
Nel corso della sua attività l'incrociatore Vittorio Veneto ha partecipato a numerosissime esercitazioni nazionali ed internazionali, svolgendo sempre la funzione di nave comando di gruppi di scorta a unità portaerei o di convogli complessi.
Nel 1972, fra il 16 agosto e il 29 ottobre, accompagnato da due fregate della classe Bergamini, prese parte ad una lunga campagna addestrativa nel Sud America.
Nell'inverno e nella primavera del 1973 il Vittorio Veneto ha partecipato con l'Andrea Doria e il 3º Gruppo elicotteri al soccorso delle popolazioni colpite dalle alluvioni in Tunisia. Più tardi prese parte alle operazioni di soccorso delle popolazioni nazionali colpite dai terremoti del Friuli nel 1976 e dell'Irpinia nel 1980.
Nel 1978 il Vittorio Veneto fu impiegato nella crociera di addestramento estiva degli allievi del secondo anno dell'Accademia di Livorno in sostituzione del San Giorgio, fermo ai lavori, dopo che crociera addestrativa del 1977 aveva messo a dura prova le strutture della nave che durante la navigazione nell'Oceano Indiano era stata investita dai monsoni. Per l'occasione l'hangar del Vittorio Veneto fu attrezzato come dormitorio per gli allievi.
Fra il 7 luglio e il 20 agosto del 1979 il Vittorio Veneto, con l'incrociatore Andrea Doria e con il rifornitore di squadra Stromboli, ha costituito l'VIII Gruppo navale che nelle acque del Golfo di Thailandia e nel Mar Cinese Meridionale ha incrociato in soccorso dei "boat people". Il Gruppo navale soccorse e portò in Italia al rientro a Venezia circa un migliaio di profughi vietnamiti che fuggivano dal loro paese.
Nel febbraio del 1984, nel corso del primo impiego di truppe italiane al di fuori del confini nazionali dalla fine della seconda guerra mondiale il Vittorio Veneto, sotto l'egida dell'O.N.U., partecipò alla seconda fase della operazione "Libano Due", scortando i convogli da e per l'Italia e garantendo l'appoggio e la copertura dei contingenti nazionali schierati a Beirut.
Nel febbraio del 1985 ha ospitato il presidente della Repubblica Pertini in visita ufficiale in Egitto.
All'inizio di ottobre del 1985 il Vittorio Veneto prese parte all'Operazione Margherita per ombreggiare il transatlantico Achille Lauro sequestrato da terroristi palestinesi. L'operazione fu coordinata proprio dal Vittorio Veneto e in tale occasione sull'unità navale furono imbarcati incursori paracadutisti del COMSUBIN.
Con l'entrata in servizio del nuovo incrociatore portaeromobili Giuseppe Garibaldi, avvenuta il 30 settembre del 1985, il Vittorio Veneto ha perso il ruolo di nave ammiraglia ma non ha smesso di ricoprire ruoli importanti, partecipando attivamente a tutte le più importanti esercitazioni nazionali ed internazionali.
Nel corso dell'operazione Ibis tra l'11 dicembre 1992 e il 14 aprile 1993, il Vittorio Veneto ha operato come nave comando del 24º Gruppo navale composto anche dalla fregata Grecale, il rifornitore di squadra Vesuvio e le navi da sbarco San Giorgio e San Marco con gli uomini del Battaglione "San Marco".

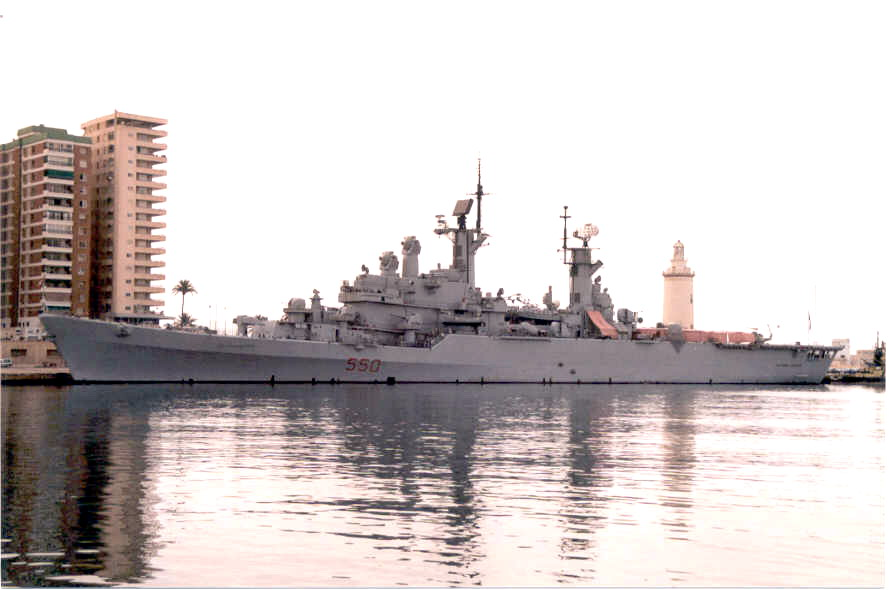
Il Vittorio Veneto ormeggiato nel porto spagnolo di Malaga

Dal 20 aprile all'8 settembre del 1993 il Vittorio Veneto è stata Nave Sede Comando dello STANAVFORMED, la forza navale permanente nel Mediterraneo della N.A.T.O., nell'operazione “Marittime Guard” in Adriatico per operazioni di controllo in seguito al susseguirsi degli avvenimenti nella ex Iugoslavia e per costituire una prima cinta difensiva antiaerei al territorio nazionale.
Dal 14 al 27 aprile 1997, in qualità di sede di comando del XXVIII Gruppo navale, prese parte all'operazione Alba. Nel corso della missione, il 22 aprile si arenò sulle coste dell'Albania, di fronte al porto di Valona, senza riportare particolari danni, ma con un danno d'immagine per la Marina Militare Italiana: quella notte, a causa del forte vento levatosi, le ancore iniziarono ad arare il fondo, si tentò di mettere in pressione le macchine per manovrare, ma dalle griglie sotto lo scafo i condensatori aspirarono sabbia, entrando in avaria. La nave era l'ammiraglia dell'operazione in corso, e stava trasportando truppe e mezzi da sbarcare in Albania, nell'ambito dell'Operazione Alba. La nave fu disincagliata alcuni giorni dopo da unità da rimorchio della Marina Militare, giunte in soccorso dal porto militare di Taranto. In seguito all'incidente il comandante dell'unità capitano di vascello Vincenzo De Fanis ha chiesto e ottenuto di essere sostituito, tre mesi prima della scadenza prevista. Il suo successore è stato il pari grado Giuseppe De Giorgi, già aiutante di bandiera dell'ammiraglio Mariani nel Golfo Persico nell'Operazione Golfo 1 e figlio dell'ammiraglio Gino De Giorgi che in qualità di capo di stato maggiore della Marina (1973 - 77) aveva pubblicato nel novembre 1973 un documento noto "Libro Bianco della Marina" che di lì a qualche anno avrebbe portato alla Legge navale del 1975 che fu il presupposto di un sostanziale ammodernamento della flotta della Marina Militare.
L'Operazione Alba fu anche l'ultima missione operativa del Vittorio Veneto, che da quel momento in poi ha svolto solo missioni di rappresentanza e campagne addestrative per gli Allievi della seconda classe dell'Accademia navale di Livorno e per gli allievi marescialli della Scuola sottufficiali di Taranto.
Nell'ottobre del 1999 il Vittorio Veneto assunse il compito di Nave di Bandiera del Comandante delle Forze d’Altura.
Il 9 settembre 2003 la nave ha ospitato il Presidente della Repubblica Ciampi in occasione della commemorazione del 60º anniversario dell'affondamento della corazzata Roma.
La nave non è stata più operativa dal 1º novembre 2003, a circa un mese dal rientro dall'ultima campagna addestrativa per Allievi Marescialli, avvenuto il 12 ottobre 2003, quando è stata ritirata dal servizio attivo e posta in riserva anche a causa dei crescenti costi e dell'obsolescenza strutturale in generale e dell'apparato motore in particolare. Il Vittorio Veneto ha resistito, grazie agli ammodernamenti, per più tempo rispetto ai più vecchi Doria, radiati nei primi anni novanta, ma la sua opera è stata poi demandata al Garibaldi, che affida a caccia VSTOL la difesa aerea, rinunciando ai SAM a lungo raggio, e usando, al posto dei cannoni da 76 mm, due lanciamissili Selenia Aspide/Albatros.
Nel ruolo di nave ammiraglia della Marina Militare, il Vittorio Veneto sostituiva l'incrociatore lanciamissili Giuseppe Garibaldi, disarmato nel 1971, per poi essere sostituita a partire dal 1985 dalla portaerei leggera/incrociatore portaeromobili Giuseppe Garibaldi. A titolo di curiosità le due unità ammiraglie - quella precedente e quella successiva alla Vittorio Veneto - erano accomunate, oltre che dallo stesso nome, anche dallo stesso distintivo ottico 551.
La nuova ammiraglia della Squadra navale la portaerei Cavour ha ereditato il distintivo ottico 550, lo stesso che aveva contraddistinto il Vittorio Veneto.

## Nome
Il nome dell'unità rievoca la battaglia di Vittorio Veneto, combattuta tra il 24 ottobre e il 3 novembre 1918, presso Vittorio Veneto, sul fronte italiano della prima guerra mondiale che segnò la fine delle ostilità sul fronte italiano e la resa dell'Austria-Ungheria.
Precedentemente il nome Vittorio Veneto era stato assegnato a una nave da battaglia della Regia Marina facente parte della classe Littorio che al termine della seconda guerra mondiale fu demolita in ottemperanza alle clausole del trattato di pace.

## Progetto di nave museo
L'incrociatore Vittorio Veneto è in disarmo dal 29 giugno 2006, cioè gli erano stati tolti gli otturatori dai cannoni e gli stessi erano stati tagliati e sigillati con tappi di bronzo, ma restava comunque per il momento un'unità della Marina Militare iscritta al quadro del naviglio militare.
Il Vittorio Veneto era in predicato di diventare la prima nave-museo italiana; era stato annunciato che la realizzazione sarebbe stata effettuata entro il 2010, ovvero poco prima delle previste celebrazioni del 150º anniversario dell'Unità d'Italia che si svolsero nel 2011, ma i termini dichiarati non sono stati rispettati. L'ostacolo fondamentale alla realizzazione del progetto, oltre alla mancanza di fondi, era la massiccia presenza di amianto nella nave, che andava rimosso e trattato per poterla aprire al pubblico.
Nel maggio 2018 lo scafo del Vittorio Veneto è stato posto in vendita e l'8 giugno 2021 ha lasciato il porto di Taranto per essere avviato alla demolizione in Turchia.

## Galleria d'immagini

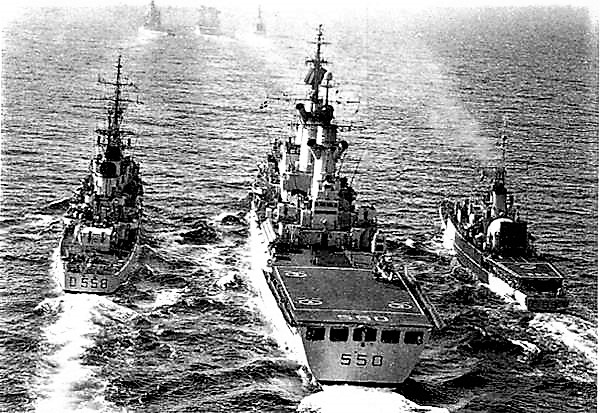
Scortato dalle navi Impetuoso, e Bergamini, ad inizio anni settanta
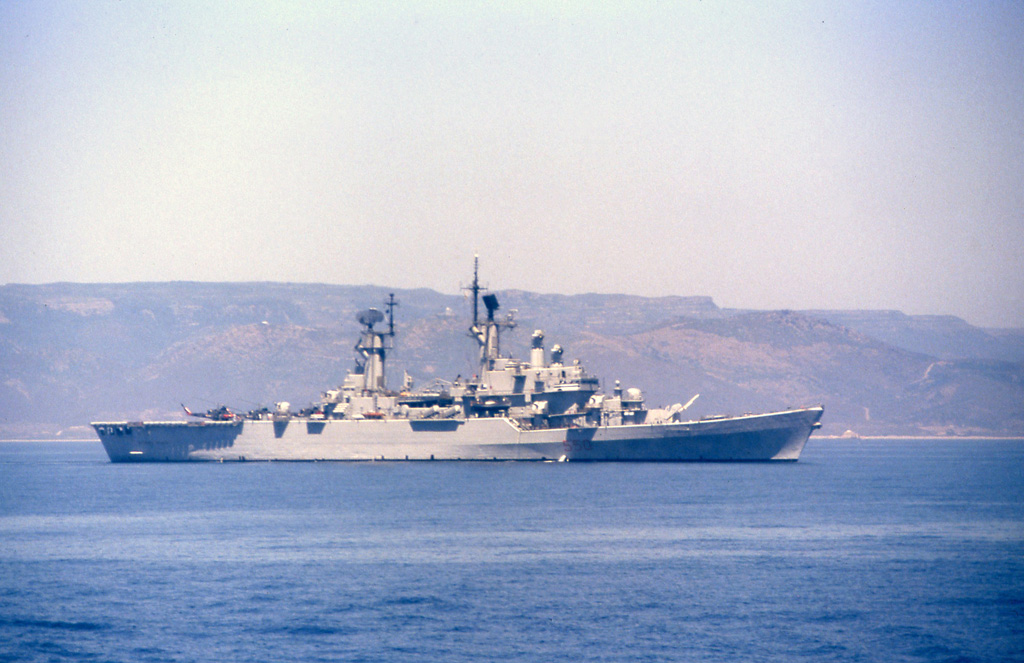
lancio di un Terrier nel 1985 al largo della Sardegna, nel corso di un'esercitazione
Il crest dell'unità con lo stemma della città di Vittorio Veneto
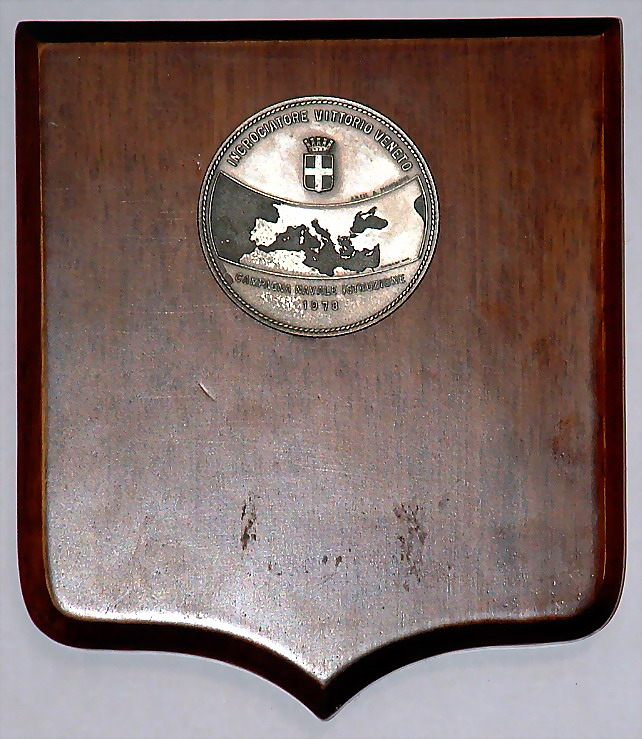
Il crest della campagna addestramento 1978